# Биатлон в Сербии
Биатлон — вид спорта, в котором, в том числе и на международных соревнованиях, участвуют сербские спортсмены. 

## Сезон 2009—2010
В этапах кубка мира участвовали только мужчины.
| Этап, дата                       | Вид спорта                   | Спортсмены, результаты (место; время; промахи)                                                                                      | Спортсмены, результаты (место; время; промахи)                                                                                      | Спортсмены, результаты (место; время; промахи)                                                                                      | Спортсмены, результаты (место; время; промахи)                                                                                      |
| Этап, дата                       | Вид спорта                   | Миланко Петрович | Един Ходжич | Дамир Растич | Деян Крсманович |
| -------------------------------- | ---------------------------- | --- | --- | --- | --- |
| 1. Эстерсунд 2-6 декабря 2009    | индивидуальная гонка, 20 км. | 107; 1:02:06.4 (+9:22.7); 2+2+0+0=4                                                                                                 | 119; 1:05:56.4 (+13:12.7); 2+1+1+3=7                                                                                                | - | - |
| 1. Эстерсунд 2-6 декабря 2009    | спринт, 10 км.               | 124; 29:17.5 (+5:47.4); 3+3=6 | 127; 29:48.5 (+6:18.4); 1+5=6 | - | - |
| 1. Эстерсунд 2-6 декабря 2009    | эстафета, 4*7,5 км.          | 24; 1:29:44.7 (+14:34.4); 3+7 и 6+11 (1. Петрович: 2+3 и 1+3, 2. Растич: 0+0 и 0+2, 3. Ходжич: 0+1 и 1+3, 4. Крсманович: 1+3 и 4+3) | 24; 1:29:44.7 (+14:34.4); 3+7 и 6+11 (1. Петрович: 2+3 и 1+3, 2. Растич: 0+0 и 0+2, 3. Ходжич: 0+1 и 1+3, 4. Крсманович: 1+3 и 4+3) | 24; 1:29:44.7 (+14:34.4); 3+7 и 6+11 (1. Петрович: 2+3 и 1+3, 2. Растич: 0+0 и 0+2, 3. Ходжич: 0+1 и 1+3, 4. Крсманович: 1+3 и 4+3) | 24; 1:29:44.7 (+14:34.4); 3+7 и 6+11 (1. Петрович: 2+3 и 1+3, 2. Растич: 0+0 и 0+2, 3. Ходжич: 0+1 и 1+3, 4. Крсманович: 1+3 и 4+3) |
| 2. Хохфильцен 11-13 декабря 2009 | спринт, 10 км.               | 114; 30:34.7 (+4:20.7); 1+2=3 | 130; 32:39.3 (+6:25.3); 2+4=6 | - | - |
| 2. Хохфильцен 11-13 декабря 2009 | эстафета, 4*7,5 км.          | 24; 1:32:50.1 (+16:37.0); 4+9 и 6+12 (1. Ходжич: 0+2 и 1+3, 2. Растич: 0+2 и 1+3, 3. Крсманович: 4+3 и 1+3, 4. Петрович: 0+2 и 3+3) | 24; 1:32:50.1 (+16:37.0); 4+9 и 6+12 (1. Ходжич: 0+2 и 1+3, 2. Растич: 0+2 и 1+3, 3. Крсманович: 4+3 и 1+3, 4. Петрович: 0+2 и 3+3) | 24; 1:32:50.1 (+16:37.0); 4+9 и 6+12 (1. Ходжич: 0+2 и 1+3, 2. Растич: 0+2 и 1+3, 3. Крсманович: 4+3 и 1+3, 4. Петрович: 0+2 и 3+3) | 24; 1:32:50.1 (+16:37.0); 4+9 и 6+12 (1. Ходжич: 0+2 и 1+3, 2. Растич: 0+2 и 1+3, 3. Крсманович: 4+3 и 1+3, 4. Петрович: 0+2 и 3+3) |
| 3. Поклюка 17-20 декабря 2009    | индивидуальная гонка, 20 км. | 119; 1:06:10.2 (+13:50.4); 1+3+3+3=10                                                                                               | - | 107; 1:02:50.0 (+10:30.2); 1+3+0+4=8                                                                                                | - |
| 3. Поклюка 17-20 декабря 2009    | спринт, 10 км.               | 82; 31:23.5 (+3:13.5); 1+0=1 | - | 96; 32:10.6 (+4:00.6); 2+2=4 | - |
| 4. Оберхоф 6-10 января 2010      | спринт, 10 км.               | 110; 37:32.4 (+8:47.4); 4+5=9 | - | 88; 33:12.2 (+4:27.2); 2+3=5 | - |
| 5. Рупольдинг 13-17 января 2010  | спринт, 10 км.               | 125; 29:27.8 (+6:00.3); 1+3=4 | - | 118; 28:33.3 (+5:05.8); 2+3=5 | - |